# بكسباخ
بكسباخ (بالألمانية: Bexbach) هي بلدة ألمانية تقع في ألمانيا في سارلاند. يقدر عدد سكانها بـ 19,218 نسمة .

## المدن التوأمة
مدن إدنكوبن، غوشين (إنديانا) وبورنيشيت هي مدن توأمة لـبكسباخ.